# Röthenbach (település)
Röthenbach település Németországban, azon belül Bajorországban. Lakosainak száma 2021 fő (2023. december 31.). Röthenbach Gestratz, Grünenbach, Argenbühl és Lindenberg im Allgäu községekkel határos.

## Népesség
A település népessége az elmúlt években az alábbi módon változott:
| Lakosok száma | 1098 | 1491 | 1542 | 1679 | 1664 | 1698 | 1770 | 1845 | 1935 | 2021 |
|               | 1875 | 1970 | 1975 | 2011 | 2013 | 2014 | 2016 | 2019 | 2021 | 2023 |